# Las Rozas Club de Fútbol

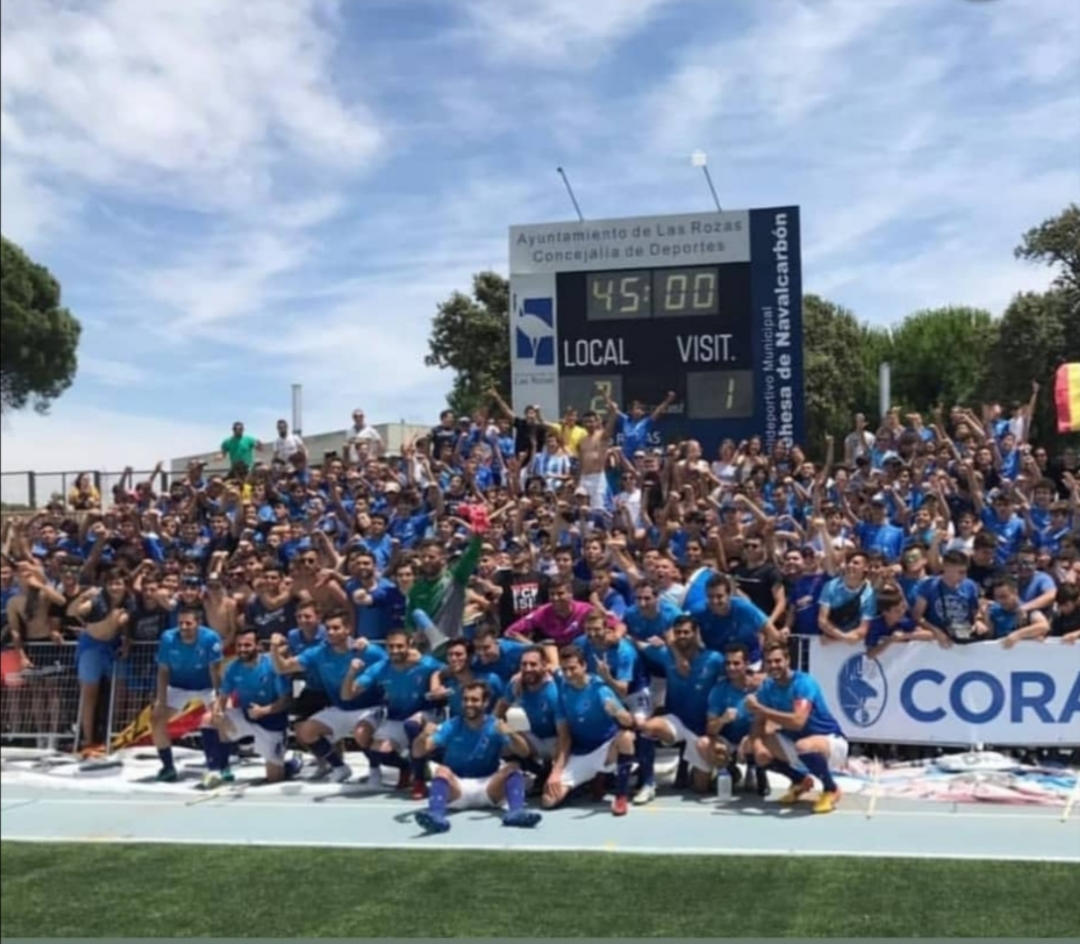
"Celebració de l'ascens històric de Las Rozas CF, amb l'equip i l'afició compartint l'emoció d'una fita inoblidable."

Las Rozas Club de Fútbol és un equip de futbol espanyol de la ciutat de Las Rozas, situada a la Comunitat de Madrid. Fundat el 1966, l'equip juga actualment a categories regionals del futbol espanyol. Disputa els seus partits com a local a l'Estadi Navalcarbón, que té una capacitat per a aproximadament 3.000 espectadors.

### Història
El club es va fundar l'any 1966 com un equip modest de futbol a Las Rozas, una localitat propera a Madrid. Al llarg de la seva història, Las Rozas CF ha passat per diverses categories del futbol espanyol, assolint en algunes temporades la Tercera Divisió i la Segona Divisió B, la qual cosa representa el punt més alt en la seva trajectòria esportiva.

### Estadi
Las Rozas CF juga els seus partits a l'Estadi Navalcarbón, un camp amb una capacitat aproximada de 3.000 espectadors. L'estadi està situat en un complex esportiu municipal que serveix tant a l'equip com a altres esdeveniments esportius de la ciutat.

### Categories Inferiors
El club compta amb una àmplia estructura de categories inferiors, amb equips de diferents edats que competeixen en lligues regionals. Aquest treball de base és una part fonamental de la filosofia del club, buscant formar jugadors joves i potenciar el futbol local.

### Col·lectiu i Afició
Las Rozas CF té una afició fidel que dona suport a l'equip, especialment en els partits que juga a casa. Malgrat no ser un club de gran renom a nivell estatal, l'equip és un referent a la seva localitat.

### Palmarès

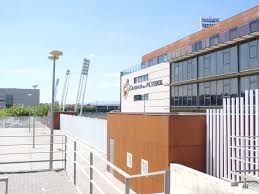
Ciutat Esportiva

Tot i que Las Rozas CF no ha guanyat títols a nivell professional, el club ha aconseguit diversos ascensos en categories menors, consolidant-se com un equip competitiu en l'àmbit regional i nacional.